# Herman van den Engel
Herman van den Engel (Delft, 23 november 1918 ― aldaar, 27 augustus 2003) was een Nederlands voetballer. Hij speelde vijftien jaar voor DHC voordat hij de overstap maakte naar Feyenoord.
Hij was zoon van loswerkman Klaas van den Engel en Helena Margaretha Maas, wonende aan de Delfgauwseweg 149. Hijzelf was tussen 1941 en 1952 getrouwd met Mina Cornelia Contant. Zijn huwelijksakte vermeldde "grossier in sigaren" als beroep.
Herman van den Engel begon zijn carrière als aanvaller maar hij verhuisde later naar het middenveld. Zijn club DHC degradeerde in 1949 uit de hoogste afdeling, de eerste klasse. Een jaar later vertrok hij naar Feyenoord. Hij speelde drie seizoenen in De Kuip. Daarna bouwde hij zijn voetballoopbaan af bij SVV Scheveningen. Deze Scheveningse derdeklasser ging in 1955 samen met Holland Sport. Met de nieuwe fusieclub SHS proefde hij in zijn laatste actieve seizoen nog even aan het betaald voetbal.

## Interlandcarrière

### Nederland
De prille interlandcarrière van Herman van den Engel brak in de knop. Hij maakte als 21-jarige zijn debuut op 21 april 1940 in de vriendschappelijke wedstrijd thuis tegen België. Het was voorlopig de laatste interland van het Nederlands elftal. Door de Tweede Wereldoorlog werd zes jaar geen interland gespeeld.
Herman van den Engel beleefde een droomdebuut als international. Als rechtsbuiten scoorde hij in de 11e minuut de openingstreffer (1-0) tegen België. Nederland leidde in het Olympisch Stadion bij rust met 3-0 door nog twee treffers van Bertus de Harder. Beide keren was de jonge Delftse debutant de aangever. Nederland won de wedstrijd met 4-2.